# Mládzovo
Mládzovo és un poble i municipi d'Eslovàquia que es troba a la regió de Banská Bystrica.

## Història
La primera menció escrita de la vila es remunta al 1436.

## Demografia
| Godina             | 1994 | 2004    | 2014 | 2024    |
| ------------------ | ---- | ------- | ---- | ------- |
| Nombre de persones | 118  | 104     | 104  | 122     |
| Diferència         |      | −11,86% | +0%  | +17,30% |

| Godina             | 2023 | 2024    |
| ------------------ | ---- | ------- |
| Nombre de persones | 110  | 122     |
| Diferència         |      | +10,90% |